# Openbare bibliotheek Schoten

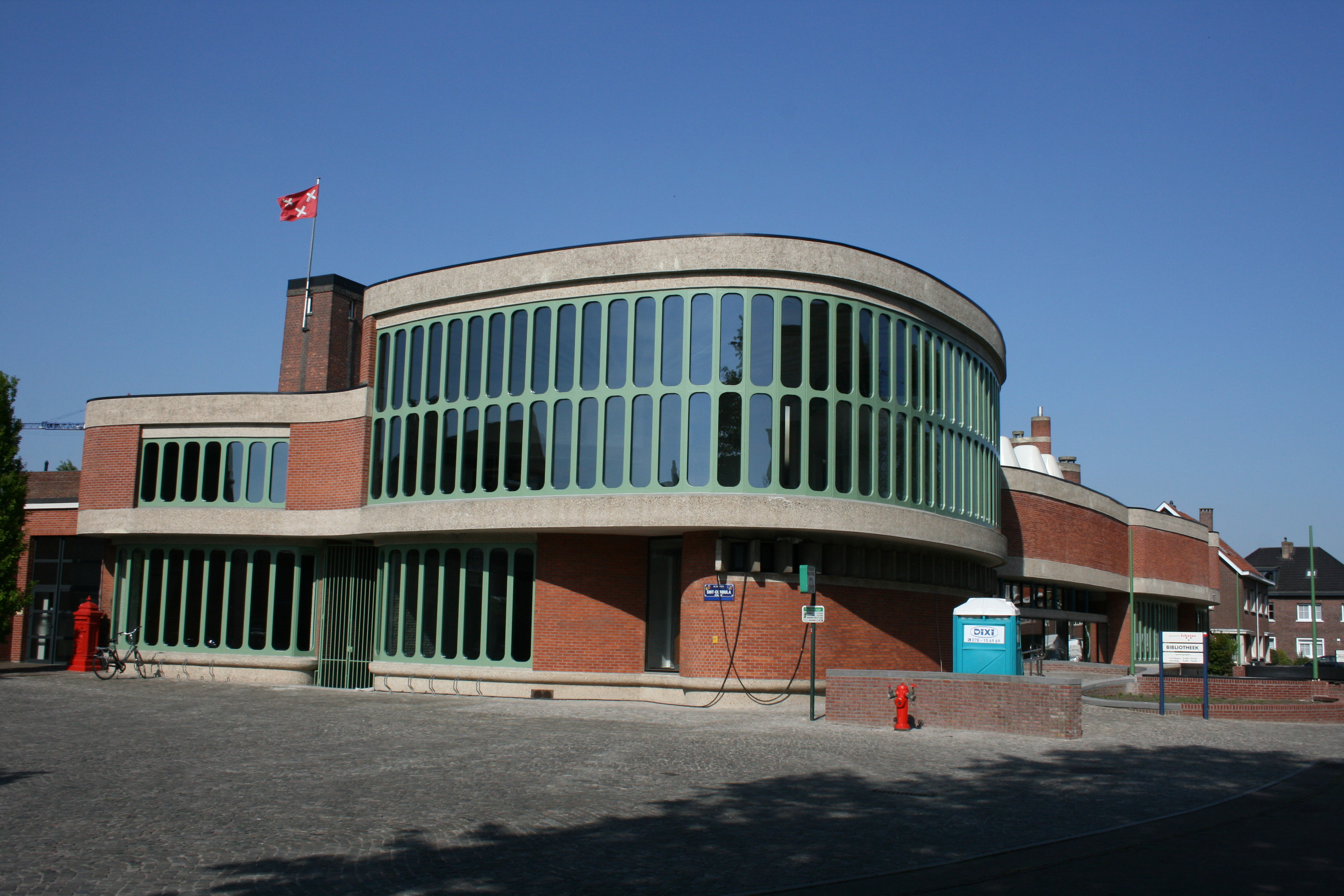
Openbare bibliotheek Schoten

De Openbare bibliotheek van Schoten te Schoten in de Belgische provincie Antwerpen is gevestigd in een door architect Renaat Braem ontworpen gebouw. Ze wordt daarom gewoonlijk de 'Braembibliotheek' genoemd. Het pand werd in gebruik genomen in 1974, staat als beschermd monument geregistreerd sinds 1998 en is gerenoveerd in de periode 2012 - 2017.

## Geschiedenis
Schoten heeft sinds 1934 een openbare bibliotheek, toen De Gemeentelijke Volksboekerij, ondergebracht in het gemeentehuis. Vanaf 1953 werd de bibliotheek boven het politiekantoor gevestigd, op het tweede verdiep van kasteeltje Gelmelenhof. In 1963 werd zij als middelbare bibliotheek (ook voltijdse bibliotheek genoemd) erkend. Wegens groeiende vraag en strengere veiligheidsnormen besloot het gemeentebestuur in 1969 tot de bouw van een nieuwe openbare bibliotheek.

## Braembibliotheek
Architect Renaat Braem kreeg op 21 maart 1969 de opdracht van de socialistische burgemeester Marcel Imler om, samen met Schotens architect Piet Janssens, een bibliotheek te bouwen. Het is een van de weinige openbare projecten aan het einde van zijn loopbaan die hij met minimale toegevingen tot stand bracht. De Bibliotheek is gebouwd op de grond van de vroegere gemeentemagazijnen naast de toenmalige brandweerkazerne. Dit terrein van 962 m², in de dorpskern van Schoten huisvest een ondergrondse schuilkelder die Braem moest behouden en met de nieuwbouw moest verenigen. Hierdoor ligt het gelijkvloers van de bibliotheek 0,82 meter boven het straatpeil. Op 3 juni 1972 wordt de eerste steen gelegd door minister van nationale opvoeding Willy Claes. De plechtige inhuldiging door Minister van Nederlandse cultuur Rika De Backer had plaats op 21 december 1974. De kosten voor het definitief ontwerp worden begroot op 24.461.095 Bfr. Uiteindelijk zal de totale kostprijs 45.000.000 Bfr bedragen. bedragen. De keuze voor een architectuurproject van dit niveau ging tegen de gangbare normen in.

### Beschrijving
Het ontwerp steunt op een constructieprincipe dat traditionele bouwtechnieken combineert met hedendaagse toepassingen van kunststoffen. De rode baksteen, gietbeton, lichtkoepels en kunststoffen worden vernieuwend toegepast. Braem deelt het gebouw op in afzonderlijke ruimtes voor bezoekers, administratie en opslag van boeken. Hij legt een discotheek, een auditorium, een balie, vestiaire en sanitair vast in de plannen. De grote ramen op het gelijkvloers geven voorbijgangers de mogelijkheid binnen te kijken in de bibliotheek. De publieke zone beantwoordt aan het verplicht plan. Het zijn afzonderlijk functionerende onderdelen, die hij tot één ruimte laat samensmelten om de bezoekers aan te sporen de infrastructuur te gebruiken en zo de drempelvrees bij het publiek weg te nemen. 
Het ontwerp voorziet op het gelijkvloers een uitleenzaal met een open kastsysteem, een open haard met zitkuil tussen de leeszaal en de tijdschriftenzaal. Boven is een gaanderij die mogelijkheid biedt tot het lezen of bekijken van boeken op de leesplank die aan de balustrade is bevestigd. Een aparte jeugdafdeling bevindt zich op de bovenverdieping. Deze afdeling is opgebouwd als een glazen rotonde met een zwevende schelp in witte polyester. Dit geeft kinderen een plek om zich terug te trekken en naar verteluurtjes te luisteren. Om de sfeer van daglicht te creëren zijn er polyester koepels in het dak verwerkt. Om de vier natuurelementen te verenigen, worden er naast de open haard en de lichtkoepels een fontein onder de trap geïnstalleerd en de kleur van de vloerbekleding aangepast. Braem gaf het ijzerwerk van de trapleuning, het schrijnwerk van de deuren en al het vast meubilair vorm.

Het uitgangspunt is het scheppen van een levendige architectuur "die door haar gebogen vormen en vrije vormgeving iets wil suggereren van de dramatische beweging van de mens in de ruimte, en zelfs door wendingen van wanden en vlakken iets van de kosmische ruimte".
— Renaat Braem

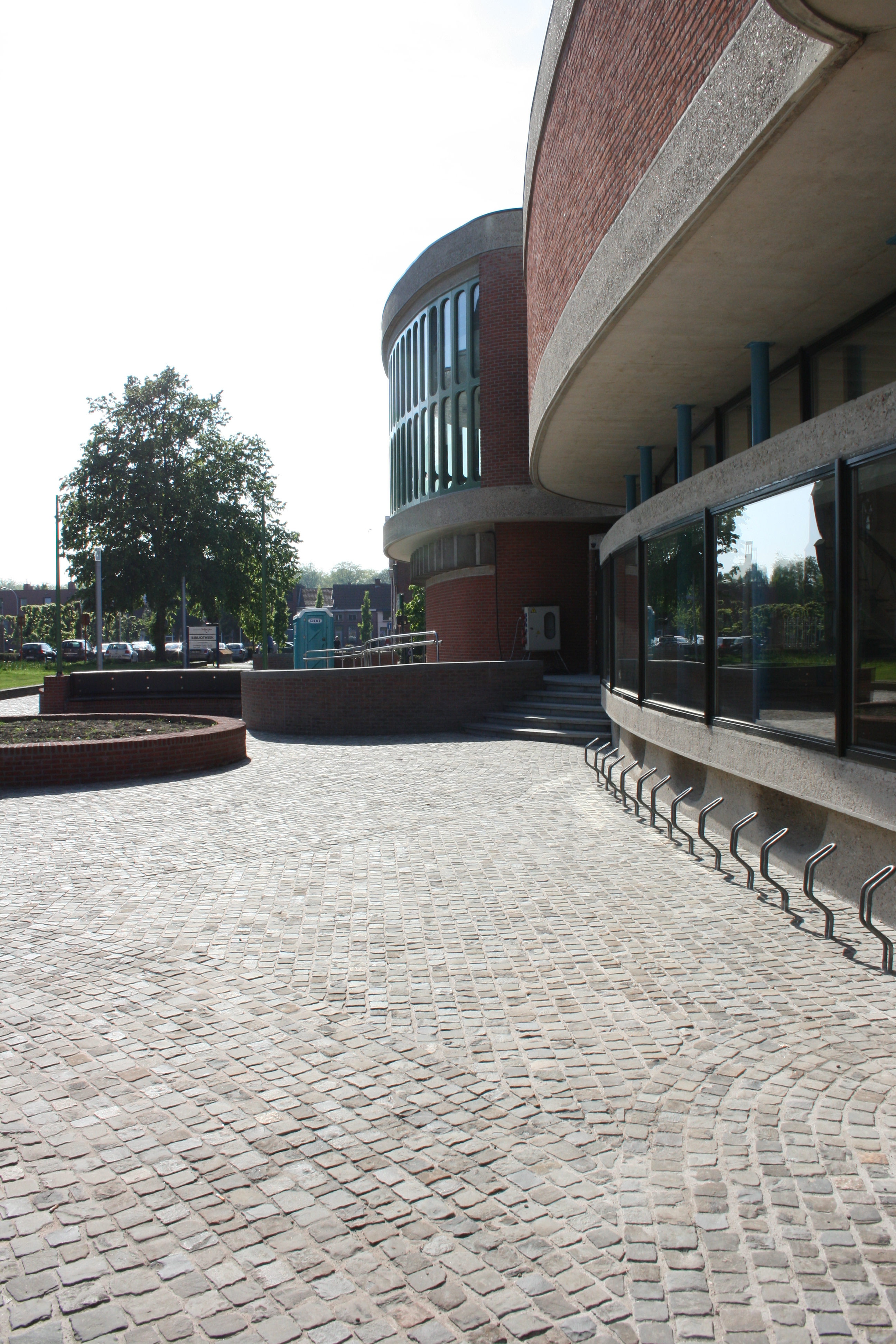
Wandelplein voor de bibliotheek

De buitenarchitectuur vertaalde het driedimensionaal tracé tot een organische, biomorfe reuzenschelp afwisselend samengesteld uit afgeronde lobben, diepe ingesnoerde en overstekende partijen. De langgerekte buitenmuur die zich rond het bouwblok plooit, kreeg zo haar krachtdadige uitzicht en beeldende licht- en schaduwwerking. Hierbij blijft de nadruk op de hoekrotonde aanwezig. Ook het wandelplein voor de bibliotheek werd mee ontworpen. Er kwamen twee zithoeken op het gekasseid plein, plantenbakken en een ronde fontein die intussen verdwenen is. In 1982-1983 werd op vraag van het gemeentebestuur een helling aangelegd om rolstoelgebruikers toegang te verlenen. Dat bracht kleine aanpassingen mee aan de hoofdingang en het wandelplein.

### Renovatie
Op 1 oktober 2012 startte de renovatie: dakwerken en een lift. Het gebouw is aangepast aan de huidige veiligheidsnormen en het oorspronkelijk ontwerp van Braem is gerestaureerd. In het vernieuwde gebouw is een zelfscan en nieuw meubilair. Door het faillissement van aannemer Vochten en de onderaannemer lagen de werken twee jaar stil. Het project ging opnieuw van start op 16 augustus 2016.

"Tegen september 2017 kan het gebouw  klaar zijn om opnieuw te worden ingericht als bibliotheek. Een verhuizing en heropening voor 2018 moet kunnen."
— schepen van patrimonium Luc Van Gastel

Op zaterdag 18 november 2017 is de vernieuwde openbare bibliotheek effectief open gegaan. Minister-president Geert Bourgeois huldigde de Braembibliotheek officieel in.